# Bajo de doce cuerdas triples

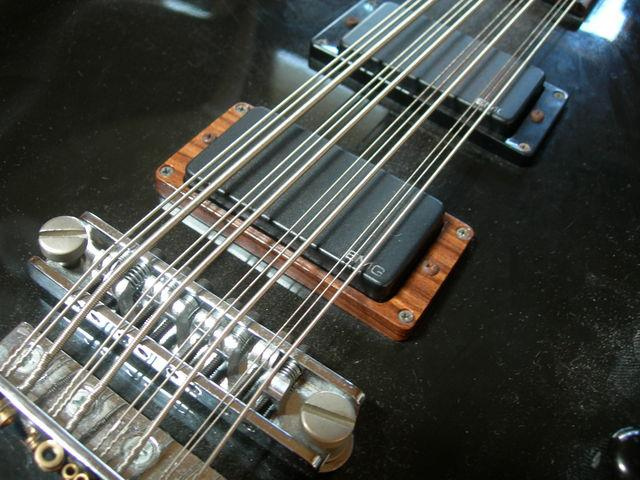
Bajo de 12 cuerdas triples

El bajo de doce cuerdas triples es un tipo especial de bajo eléctrico construido a partir de un modelo convencional de cuatro cuerdas, a cada una de las cuales se le han añadido dos cuerdas más, afinadas cada una de ellas una y dos octavas por encima de la afinación original. Esta modalidad, a pesar de contar con un número de cuerdas mayor que cuatro, no se considera un bajo de rango extendido ya que no amplía el rango estándar del instrumento.
Un bajo de cuatro cuerdas suele estar afinado en la forma mi-la-re-sol, siendo estas notas una octava más graves que las correspondientes a las cuatro cuerdas graves de la guitarra eléctrica. Por tanto, si en la guitarra la afinación de dichas notas es: mi2 (82.41 Hz), la2 (110 Hz), re3 (146.8 Hz), sol3 (196 Hz), si3 (246.9 Hz), mi4 (329.6 Hz), las correspondientes al bajo eléctrico serían: mi1 (41.20 Hz), la1 (55 Hz), re2 (73.42 Hz), sol2 (98 Hz).
En el caso del bajo de doce cuerdas se añaden, por encima de cada una de las anteriores, otras dos cuerdas que serían, en el caso de mi1: mi2 (82.41 Hz) y mi3 (164.8 Hz) respectivamente; en el caso de la1: la2 (110 Hz) y la3 (220 Hz); en el de re2: re3 (146.8 Hz) y re4  (293.6 Hz); y finalmente, en el de sol2: sol3 (196 Hz) y sol4 (392 Hz). Admite, sin embargo, otra serie de configuraciones de las cuerdas secundarias. Se obtiene por tanto un rango de notas más amplio incluso, tanto por encima como por debajo, que el de una guitarra eléctrica.
En realidad se toca de la misma forma que un bajo convencional, de modo que cada vez se pulsan tres cuerdas en lugar de una, del mismo modo que ocurre en un mandocello, instrumento de la familia de la mandolina en el que está basado.
Este instrumento fue inicialmente construido por Jol Dantzig, luthier y fundador de la firma Hamer Guitars, que desarrolló en 1978 el modelo Hamer Quad, siguiendo la idea original de Tom Petersson, bajista del grupo de rock Cheap Trick. Fue este grupo quien registraría por primera vez una grabación con un bajo de doce cuerdas triples, en su álbum Heaven Tonight (Epic, 1978).